# Koolhoven (Tilburg)
Koolhoven is een wijk in het Tilburgse stadsdeel de Reeshof. Met circa 5700 inwoners wordt de wijk onderverdeeld in de buurten Koolhoven Noord, Koolhoven Buiten, Koolhoven Zuid, Buitengebied Koolhoven en Koolhoven Oost. Gelegen in de zuid-westelijke hoek van de Reeshof, is Koolhoven een relatief nieuwe wijk waarvan de bouw nog steeds gaande is.
De bouw van de wijk Koolhoven begon na de millenniumwisseling. De bouwstijl van de eerste twee buurten - Noord en Zuid - valt op vanwege de architectonische jaren dertig-stijl. Na deze twee buurten is de wijk zich oostwaarts gaan uitbreiden, waarmee de buurten Koolhoven Buiten en Koolhoven Oost ontstonden. Heden wordt Koolhoven uitgebreid met woningen in een nieuwe buurt, genaamd Koolhoven West.
Alle straten in Koolhoven Noord en Koolhoven Zuid zijn vernoemd naar Nederlandse woonplaatsen die met de letter V beginnen. De straatnamen in Koolhoven Buiten en Koolhoven Oost zijn vernoemd naar Nederlandse woonplaatsen die met de letter Z beginnen. Op basis hiervan worden delen van Koolhoven officieus aangeduid als V-buurt en Z-buurt.